# Провадийски пролом
Провадийският пролом е пролом на Провадийска река в Северна България, в Източната Дунавска равнина, между Провадийското плато на запад и Добринското плато на изток в Община Провадия, Варненска област.
Проломът е с епигенетичен произход и е с дължина около 8 – 9 km, а средната му надморската височина е около 30 m. Всечен е до 200 m в сенонски варовици, като склоновете му са стръмни, почти навсякъде увенчани със скални корнизи.
Започва на около 2 km северно от град Провадия на 36 m н.в., насочва се на юг, преминава през центъра на града, където надморската му височина е около 30 m и завършва на 2,7 km южно от града 25 m н.в. С изключение на най-горната и на най-долната му част целият пролом заедно с част от оградните му склонове е зает от град Провадия.
През пролома преминават два участъка от пътища от Републиканската пътна мрежа:
- в горната и средна част – участък от 5,8 km от третокласния Републикански път III-208 Ветрино – Провадия – Дългопол – Айтос (от km 12,7 до km 18,5);
- в долната част – участък от 2,7 km от третокласния Републикански път III-904 Старо Оряхово – Гроздьово – Провадия (от km 38,6 до km 71,3).[1]

Успоредно на шосето преминава и участък от около 9 km от трасето на жп линията София – Горна Оряховица – Варна.

## Топографска карта
- Лист от карта K-35-31. Мащаб: 1 : 100 000.